# Liga Superior de Turkmenistán 2023
La Liga Superior de Turkmenistán 2023 fue la 31.ª edición de la Liga Superior de Turkmenistán, la máxima categoría de Turkmenistán. La temporada comenzó el 14 de abril y terminó el 29 de diciembre.
El campeón defensor fue Ahal.

## Equipos participantes
En la Liga Superior de Turkmenistán participaron en total nueve equipos, los ocho clubes de la temporada pasada y el recién incorporado FK Arkadag. Se enfrentaron en un sistema todos contra todos a ida y vuelta, en total se jugaron tres ruedas dando un resultado de 24 partidos por equipo. El club que finalizó en primer lugar fue declarado campeón y clasificó a la Liga de Campeones 2 de la AFC.
| Equipo           | Ciudad              | Estadio                    | Capacidad |
| ---------------- | ------------------- | -------------------------- | --------- |
| Ahal             | Annau               | Asjabad                    | 20 000    |
| Altyn Asyr       | Asjabad             | Büzmeýin Sport Complex     | 10 000    |
| Arkadag          | Arkadag             | Ahal Merkezi Sport Toplumy | 10 000    |
| Aşgabat          | Asjabad             | Nusaý                      | 3000      |
| Nebitçi          | Balkanabat          | Balkanabat Sport Complex   | 10 000    |
| Energetik        | Türkmenbaşy Village | Energetik                  | 4000      |
| Köpetdag Aşgabat | Asjabad             | Köpetdag                   | 26 000    |
| Merw             | Mary                | Mary Sport Complex         | 10 000    |
| Şagadam          | Turkmenbashi        | Şagadam                    | 5000      |

## Desarrollo

### Tabla de posiciones
| Pos. | Equipo              | Pts. | PJ | G  | E | P  | GF | GC | Dif. | Clasificación 2024-25                       |
| ---- | ------------------- | ---- | -- | -- | - | -- | -- | -- | ---- | ------------------------------------------- |
| 1    | Arkadag (C)         | 72   | 24 | 24 | 0 | 0  | 83 | 17 | +66  | Fase de grupos de la Liga Desafío           |
| 2    | Altyn Asyr          | 54   | 24 | 17 | 3 | 4  | 57 | 26 | +31  | Ronda de play-off de la Liga de Campeones 2 |
| 3    | Nebitçi             | 42   | 24 | 13 | 3 | 8  | 40 | 31 | +9   |                                             |
| 4    | Ahal                | 38   | 24 | 12 | 2 | 10 | 41 | 32 | +9   |                                             |
| 5    | Aşgabat             | 30   | 24 | 9  | 3 | 12 | 34 | 51 | −17  |                                             |
| 6    | Köpetdag Aşgabat    | 30   | 24 | 9  | 3 | 12 | 30 | 47 | −17  |                                             |
| 7    | Energetik           | 17   | 24 | 5  | 2 | 17 | 16 | 46 | −30  |                                             |
| 8    | Şagadam Türkmenbaşy | 14   | 24 | 3  | 5 | 16 | 16 | 40 | −24  |                                             |
| 9    | Merw                | 14   | 24 | 3  | 5 | 16 | 17 | 44 | −27  |                                             |

 Fuente: Soccerway
Notas:
1. ↑  Campeón de la Copa de Turkmenistán 2023

### Resultados
| Local \ Visitante   | ALT | AHA | ARK | KOP | ENE | MER | NEB | SAG | ASG |
| ------------------- | --- | --- | --- | --- | --- | --- | --- | --- | --- |
| Altyn Asyr          | —   | 1–2 | 1–2 | 6–1 | 3–0 | 4–1 | 0–0 | 4–0 | 7–2 |
| Ahal                | 0–2 | —   | 2–3 | 1–2 | 1–0 | 4–0 | 2–0 | 2–2 | 0–2 |
| Arkadag             | 4–0 | 5–2 | —   | 3–2 | 6–1 | 2–1 | 5–0 | 4–0 | 2–0 |
| Köpetdag Aşgabat    | 1–1 | 1–3 | 0–4 | —   | 1–2 | 4–1 | 1–0 | 2–1 | 1–4 |
| Energetik           | 2–4 | 0–1 | 1–5 | 0–2 | —   | 0–2 | 2–4 | 1–0 | 0–1 |
| Merw                | 0–1 | 2–1 | 0–3 | 2–2 | 0–1 | —   | 1–2 | 2–0 | 0–1 |
| Nebitçi             | 0–1 | 1–0 | 0–2 | 2–1 | 3–0 | 2–0 | —   | 2–1 | 6–1 |
| Şagadam Türkmenbaşy | 1–2 | 1–0 | 0–1 | 0–1 | 0–1 | 0–0 | 0–2 | —   | 3–2 |
| Aşgabat             | 0–1 | 0–4 | 2–4 | 2–1 | 1–0 | 1–1 | 1–3 | 1–1 | —   |

| Local \ Visitante   | ALT | AHA | ARK | KOP | ENE | MER | NEB | SAG | ASG |
| ------------------- | --- | --- | --- | --- | --- | --- | --- | --- | --- |
| Altyn Asyr          | —   | 2–1 | —   | 5–1 | —   | —   | 2–1 | —   | 4–0 |
| Ahal                | —   | —   | —   | 3–1 | 3–1 | —   | 2–2 | —   | 2–1 |
| Arkadag             | 4–1 | 2–1 | —   | —   | —   | 6–0 | —   | 3–2 | —   |
| Köpetdag Aşgabat    | —   | —   | 0–3 | —   | 2–1 | —   | 2–1 | —   | 1–3 |
| Energetik           | 1–2 | —   | 0–2 | —   | —   | 1–0 | —   | 0–0 | —   |
| Merw                | 1–1 | 0–1 | —   | 0–1 | —   | —   | 1–1 | —   | —   |
| Nebitçi             | —   | —   | 0–4 | —   | 2–0 | —   | —   | 2–0 | 4–2 |
| Şagadam Türkmenbaşy | 1–2 | 1–3 | —   | 0–0 | —   | 2–1 | —   | —   | —   |
| Aşgabat             | —   | —   | 1–4 | —   | 1–1 | 2–0 | —   | 2–0 | —   |

## Goleadores
- Fuente: Федерация Футбола Туркменистана TFF